# Les Enquêtes de Ludo
Les Enquêtes de Ludo (o "énigmes" nei primi numeri) è una serie di fumetti francese disegnata da Marc Moallic, apparsa successivamente su Vaillant e poi su Pif Gadget.
Marc Moallic, il creatore originale, è stato assistito nella sceneggiatura da Cyrille De Neubourg, poi da Henri Crespi dal 1970.
Il personaggio sarà poi ripreso in Italia da La Settimana Enigmistica col nome di Leo, dove si alterna con altri detective nell'enigma poliziesco.

## Storia della pubblicazione
Questi racconti sono stati pubblicati anche nelle loro riviste dedicate:
- Ludo, un trimestrale pubblicato dal luglio 1972 al giugno 1972[3]
- Le Journal de Ludo, rivista mensile pubblicata dall'aprile 1979 all'agosto 1980[4][5].

Sono stati pubblicati anche sulla rivista Pif poche spécial jeux hors série, che ristampava i libri di giochi di Pif Gadget.
Sulla rivista delle Éditions Vaillant Pif poche spécial jeux hors série hanno ristampato i giochi di Les Enquêtes de Ludo.
Le Indagini di Ludo cessarono nel 1981 dopo il numero 634 di Pif Gadget. Gli enigmi sono stati interrotti in Pif Gadget, finché non sono stati ripresi nel 1982 nel numero 682 sotto forma di Les Énigmes de Tim di Jean-Pierre Dirick.
Dal 2005 gli album sono ripubblicati dalle Éditions du Taupinambour. Nel 2011 sono state pubblicate quattro raccolte di enigmi di Ludo.

## Descrizione
Ludo è un detective privato sempre vestito con un berretto a scacchi e un mackintosh, spesso raffigurato (sorprendentemente in una rivista per bambini) con una sigaretta in bocca.
Le sue indagini di una o due pagine seguono uno schema narrativo immutabile: Ludo arriva sulla scena di un piccolo furto o di un crimine. Interroga vari testimoni, tra cui il colpevole. Durante la fase espositiva e nel corso dell'indagine, vari indizi vengono offerti alla sagacia del lettore. Nell'ultimo riquadro, il detective fa il nome del colpevole.
L'originalità della serie è che il nocciolo della trama è un enigma in ogni nuova indagine. Cosa ha portato Ludo a questa conclusione? La soluzione è stampata al contrario nella parte inferiore della pagina.